# Brieskower Freiheide
Brieskower Freiheide - las na południe od jeziora Helenesee, na pograniczu Frankfurtu nad Odrą (dzielnica Lossow) i gminy Brieskow-Finkenheerd, od której bierze swoją nazwę.
Na terenie lasu znajduje się Zigeunerkute.